# Bradley Roby
Bradley Roby (Fort Worth, 1º maggio 1992) è un giocatore di football americano statunitense che gioca nel ruolo di cornerback per i New Orleans Saints della National Football League (NFL). Fu scelto come 31º assoluto nel Draft NFL 2014. Al college ha giocato a football all’Università statale dell'Ohio.

## Carriera universitaria
Roby frequentò la Ohio State University dal 2010 al 2013. Dopo non essere sceso in campo nella prima stagione, nel 2011 disputò tutte le 13 gare come titolare, guidando la squadra con tre intercetti e mettendo a segno 47 tackle. Nel 2012, Roby fu l'unico difensore della nazione a segnare touchdown in tre diversi modi (su fumble recuperato, su recupero di un punt bloccato e su ritorno di intercetto). Fu inserito nel Second-team All-American dall'Associated Press e nella formazione ideale della Big-Ten dopo avere guidato la nazione in passaggi deviati con 19, oltre a 63 tackle e 2 intercetti. Nel 2013 fu ancora inserito nella formazione ideale della Big Ten dopo avere fatto registrare 69 tackle, 16 passaggi deviati (terzo nella Big Ten), tre intercetti e due punt bloccati.
Il 20 novembre 2013, il capo-allenatore di Ohio State Urban Meyer annunciò che Roby avrebbe lasciato il college football con un anno di anticipo per rendersi eleggibile nel Draft NFL.

## Carriera professionistica

### Denver Broncos
Roby era considerato uno dei migliori corneback selezionabili nel Draft 2014 e una scelta della seconda metà del primo giro. Fu scelto come 31º assoluto dai Denver Broncos. Debuttò come professionista subentrando nella vittoria della settimana 1 contro gli Indianapolis Colts lasciando subito il segno con 7 tackle e 3 passaggi deviati, prestazione per cui fu candidato al premio di rookie della settimana. Il primo sack lo mise a segno su Geno Smith nella vittoria della settimana 6 sui New York Jets. La sua prima stagione regolare si chiuse con 65 tackle, un sack, due intercetti, 13 passaggi deviati e 2 fumble forzati disputando tutte le 16 partite, di cui due come titolare. Un intercetto lo mise a segno anche su Andrew Luck nel secondo turno di playoff ma i Broncos furono subito eliminati dai Colts.
Nella seconda gara della stagione 2015, Roby recuperò un fumble di Jamaal Charles dei Chiefs a 27 secondi dal termine, ritornandolo per 21 yard in touchdown, dando la vittoria in rimonta ai Broncos. In seguito, nella finale di conference contro i New England Patriots, Roby fu decisivo intercettando un passaggio di Tom Brady durante il tentativo di conversione da due punti nei secondi finali che avrebbe permesso agli avversari di pareggiare la partita. Denver vinse così per 20-18, qualificandosi per il Super Bowl 50. Il 7 febbraio 2016 fece registrare due tackle nella finalissima dove i Broncos batterono i Carolina Panthers per 24-10, laureandosi campione NFL.

### Houston Texans
Nel 2019 Roby firmò con gli Houston Texans. Il 16 marzo 2020 acconsentì a un rinnovo contrattuale triennale del valore di 36 milioni di dollari .

### New Orleans Saints
L'8 settembre 2021 Roby fu scambiato con i New Orleans Saints.

## Palmarès

### Franchigia
- Super Bowl : 1

Denver Broncos: 50
- American Football Conference Championship: 1

Denver Broncos: 2015

### Individuale
- Difensore della AFC della settimana: 1

8ª del 2016